# Parki narodowe w Szwecji
Parki narodowe w Szwecji – obszary prawnie chronione na terenie Szwecji, wyróżniające się szczególnymi wartościami przyrodniczymi lub pozwalające na zwiększenie społecznej świadomości i zainteresowania przyrodą. W Szwecji znajduje się 30 parków narodowych (stan na 9 lutego 2019 roku).
Szwecja była pierwszym państwem w Europie, które utworzyło parki narodowe (1909 rok).

## Historia
Wprowadzenie chronionych obszarów przyrody na wzór utworzonego w 1872 roku Parku Narodowego Yellowstone postulował w 1880 roku szwedzki polarnik Adolf Erik Nordenskiöld (1832–1901).
W 1909 roku, Szwecja – jako pierwsze państwo w Europie – utworzyła 9 parków narodowych: Abisko, Ängsö, Garphyttan, Gotska Sandön, Hamra, Pieljekaise, Sonfjället, Sarek i Stora Sjöfallet. Kolejne 7 parków powstało w latach 1918–1962, następne 12 w latach 1982–2002.
W 2008 roku opracowano narodowy plan tworzenia parków narodowych, definiujący kryteria i uwzględniający zasady Międzynarodowej Unii Ochrony Przyrody. Plan zakładał powstanie 13 nowych parków narodowych oraz poszerzenie już istniejących.
Szwedzka Agencja Ochrony Środowiska wyznaczyła następujące obszary pretendujące do statusu parku narodowego: tundra w Tavvavuoma, Kebnekaise, Vålådalen–Sylarna, Myrtäckta Blaikfjället, Zachodni Åsnen, Bästeträsk, Rezerwat Przyrdoy Reivo, Vindelfjällen, Juttulslättan, Rezerwat Przyrody Koppången, Nämdö i Sankt Anna.
W 2009 roku utworzono pierwszy morski park narodowy – Kosterhavet. Ostatni park powstał w 2018 roku – Åsnen.

## Parki narodowe
Poniższa tabela przedstawia szwedzkie parki narodowe:
Nazwa parku narodowego – polskie tłumaczenie nazwy i nazwa oryginalna w języku szwedzkim;
 Rok utworzenia – rok utworzenia/rozszerzenia parku;
Powierzchnia – powierzchnia parku w km²;
Położenie – region;
Uwagi – informacje na temat statusu rezerwatu biosfery UNESCO, przynależności do sieci Natura 2000, posiadanych certyfikatów, przyznanych nagród i wyróżnień międzynarodowych itp.
| Lp. | Zdjęcie | Nazwa parku narodowego                                              | Rok utworzenia | Powierzchnia (km²)     | Położenie                     | Uwagi |
| --- | ------- | ------------------------------------------------------------------- | -------------- | ---------------------- | ----------------------------- | --- |
| 1.  |         | Park Narodowy Abisko Abisko nationalpark                            | 1909           | 77                     | Norrbotten                    | |
| 2.  |         | Park Narodowy Björnlandet Björnlandets nationalpark                 | 1991 2017      | 11 (1991) 23,69 (2017) | Västerbotten                  | Należy do sieci Natura 2000 |
| 3.  |         | Park Narodowy Blå Jungfrun Blå Jungfruns nationalpark               | 1926 1988      | 1,98                   | Kalmar                        | Należy do sieci Natura 2000 |
| 4.  |         | Park Narodowy Dalby Söderskogs Dalby Söderskogs nationalpark        | 1918           | 0,36                   | Malmöhus                      | |
| 5.  |         | Park Narodowy Djurö Djurö nationalpark                              | 1991           | 24                     | Västra Götaland               | |
| 6.  |         | Park Narodowy Fulufjället Fulufjällets nationalpark                 | 2002           | 385                    | Dalarna                       | |
| 7.  |         | Park Narodowy Färnebofjärden Färnebofjärdens nationalpark           | 1998           | 101                    | Västmanland Dalarna Gävleborg | |
| 8.  |         | Park Narodowy Garphyttan Garphyttans nationalpark                   | 1909           | 1,11                   | Örebro                        | |
| 9.  |         | Park Narodowy Gotska Sandön Gotska Sandöns nationalpark             | 1909 1963 1988 | 44,9                   | Gotland                       | |
| 10. |         | Park Narodowy Hamra Hamra nationalpark                              | 1909 2011      | 14                     | Gävleborg                     | |
| 11. |         | Park Narodowy Archipelag Haparanda Haparanda skärgårds nationalpark | 1995           | 60                     | Norrbotten                    | |
| 12. |         | Park Narodowy Kosterhavet Kosterhavets nationalpark                 | 2009           | 388,78                 | Västra Götaland               | |
| 13. |         | Park Narodowy Muddus Muddus nationalpark                            | 1942 1984      | 493,4                  | Norrbotten                    | Europejski Dyplom dla Obszarów Chronionych, należy do Krainy Laponii wpisanej w 1996 roku na listę światowego dziedzictwa UNESCO |
| 14. |         | Park Narodowy Norra Kvill Norra Kvills nationalpark                 | 1927 1989      | 1,14                   | Kalmar                        | |
| 15. |         | Park Narodowy Padjelanta Padjelanta nationalpark                    | 1962           | 1984                   | Norrbotten                    | Europejski Dyplom dla Obszarów Chronionych, należy do Krainy Laponii wpisanej w 1996 roku na listę światowego dziedzictwa UNESCO |
| 16. |         | Park Narodowy Pieljekaise Pieljekaise nationalpark                  | 1909           | 153,4                  | Norrbotten                    | |
| 17. |         | Park Narodowy Sarek Sareks nationalpark                             | 1909           | 1970                   | Norrbotten                    | Europejski Dyplom dla Obszarów Chronionych, należy do Krainy Laponii wpisanej w 1996 roku na listę światowego dziedzictwa UNESCO |
| 18. |         | Park Narodowy Skuleskogen Skuleskogens nationalpark                 | 1984 2009      | 30,62                  | Västernorrland                | |
| 19. |         | Park Narodowy Sonfjället Sonfjällets nationalpark                   | 1909 1989      | 103                    | Jämtland                      | |
| 20. |         | Park Narodowy Stenshuvud Stenshuvud nationalpark                    | 1986           | 3,9                    | Kristianstad                  | |
| 21. |         | Park Narodowy Stora Sjöfallet Stora Sjöfallets nationalpark         | 1909           | 1278                   | Norrbotten                    | Należy do Krainy Laponii wpisanej w 1996 roku na listę światowego dziedzictwa UNESCO                                             |
| 22. |         | Park Narodowy Store Mosse Store Mosse nationalpark                  | 1982           | 78,5                   | Jönköping                     | Europejski Dyplom dla Obszarów Chronionych, należy do sieci Natura 2000                                                          |
| 23. |         | Park Narodowy Söderåsen Söderåsens nationalpark                     | 2001           | 16,25                  | Skania                        | |
| 24. |         | Park Narodowy Tiveden Tivedens nationalpark                         | 1983           | 13,5                   | Örebro Västra Götaland        | Należy do sieci Natura 2000 |
| 25. |         | Park Narodowy Tresticklan Tresticklan nationalpark                  | 1996           | 28,97                  | Västra Götaland               | |
| 26. |         | Park Narodowy Tyresta Tyresta nationalpark                          | 1993           | 20                     | Sztokholm                     | |
| 27. |         | Park Narodowy Töfsingdalen Töfsingdalens nationalpark               | 1930           | 16,15                  | Örebro                        | |
| 28. |         | Park Narodowy Vadvetjåkka Vadvetjåkka nationalpark                  | 1920           | 26,3                   | Norrbotten                    | |
| 29. |         | Park Narodowy Ängsö Ängsö nationalpark                              | 1909 1988      | 1,9                    | Sztokholm                     | |
| 30. |         | Park Narodowy Åsnen Åsnens nationalpark                             | 2018           | 18,68                  | Kronoberg                     | 75% powierzchni parku zajmują wody.                                                                                              |